# Mylène Chavas

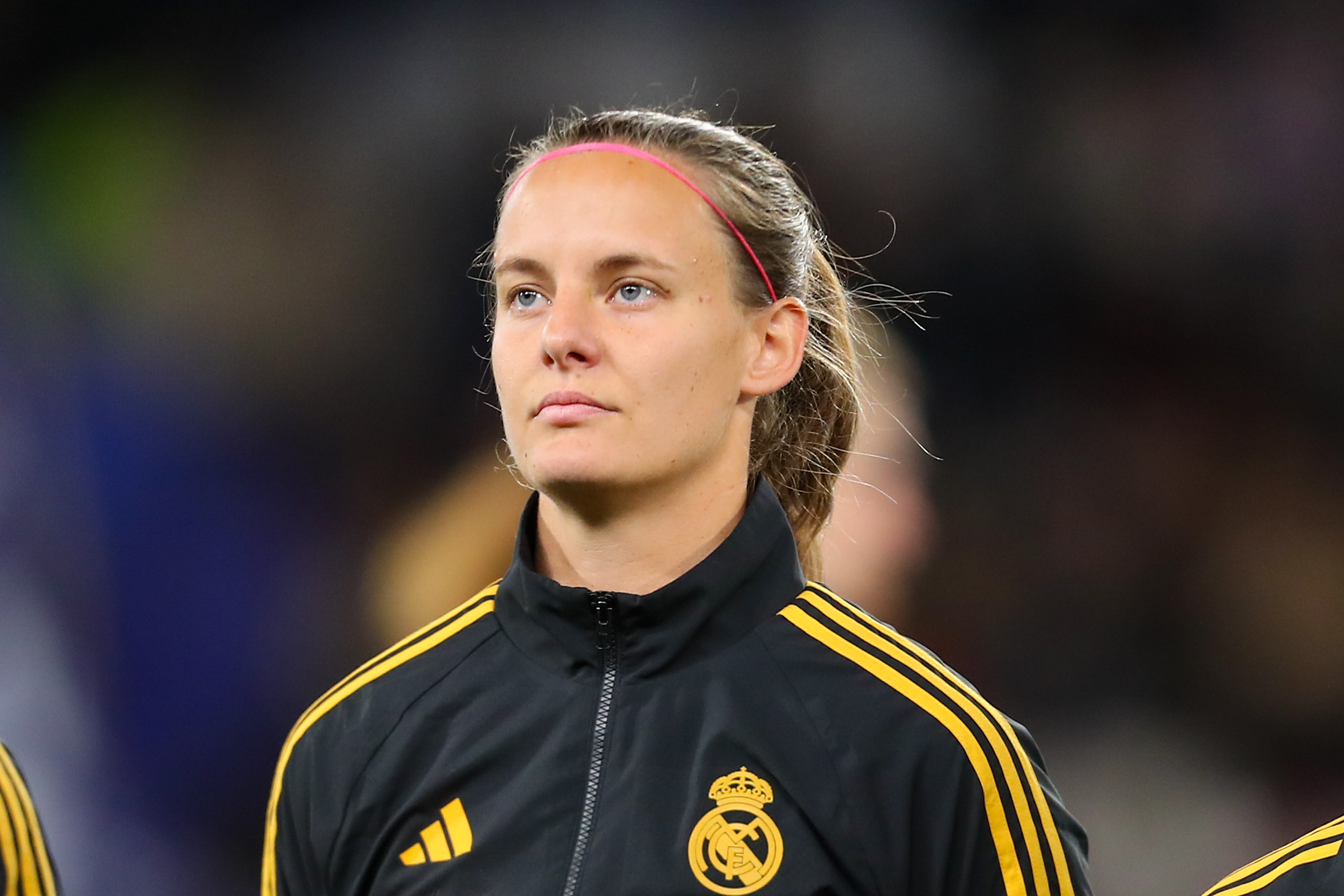
Mylène Chavas (2024).

Mylène Chavas (* 7. Januar 1998 in Sainte-Colombe-sur-Gand) ist eine französische Fußballspielerin.

## Vereinskarriere
Mylène Chavas begann als Siebenjährige bei der ES Trèfle, einem Amateurklub aus Vérin, nahe ihrem damaligen Wohnort Chuyer in der Nachbarschaft von Saint-Étienne gelegen, mit dem organisierten Fußballsport. 2012 schloss sie sich der Jugendabteilung des „großen Nachbarn“ AS Saint-Étienne an. Dort gab die Torhüterin mit 17 ihr Erstligadebüt, als sie am letzten Spieltag der Saison 2014/15 bei einem 0:1 verlorenen Auswärtsspiel in Rodez die Nummer eins trug. Auch in den folgenden zwölf Monaten spielte sie bei einigen Pflichtspielen für les Verts – „die Grünen“ ist die geläufigste Bezeichnung für die Mannschaften der ASSE. Zur Stammspielerin wurde sie dort ab der Saison 2016/17, an deren Ende das Frauenteam allerdings in die zweite Liga abstieg. Chavas blieb dennoch weiter bei ihrem Verein.
Bereits 2016 hatte sich die Verbandstrainerin Sandrine Roux, selbst eine ehemalige Torfrau, über die Qualitäten der zu diesem Zeitpunkt erst 18-jährigen Chavas in höchsten Tönen geäußert:
„Sie weist eine große Ernsthaftigkeit auf, beherrscht ihren Strafraum, ist [mit 1,78 Meter] groß gewachsen. Sie hat Format und sich auch mit dem Ball am Fuß technisch enorm weiterentwickelt. Von Haus aus eher zurückhaltend, ist sie zu einer echten Chefin in ihrem Strafraum geworden, der man Gehör schenkt.“.
Als Saint-Étienne der sofortige Wiederaufstieg misslang, wechselte Chavas zum FCO Dijon, mit dem sie in den folgenden drei Jahren wieder in der Division 1 antrat. Während der ersten beiden Spielzeiten bei ihrer neuen Frauschaft musste sie sich aber damit begnügen, überwiegend nur im Vereinspokal gesetzt zu sein, in der Liga  hingegen lediglich bei einem knappen Drittel der Begegnungen aufgestellt zu werden. Erst 2020/21 war sie die unangefochtene Stamm-Torfrau des FCO.
2021 verlängerte sie ihren Vertrag bei Dijon, mit dem sie die drei Saisons jeweils nur auf einem Rang im unteren Tabellenfeld abgeschlossen hatte, nicht, sondern unterschrieb für zunächst zwei Jahre bei den Girondins Bordeaux. Eins ihrer ersten Spiele für den neuen Verein war dann gleich ein internationales: Im Europapokalmatch gegen den VfL Wolfsburg ersetzte Trainer Patrice Lair in der Halbzeitpause Anna Moorhouse durch Mylène Chavas; im abschließend erforderlichen Elfmeterschießen konnte sie dann allerdings das Ausscheiden ihrer Mannschaft auch nicht verhindern. Dafür stand sie im Anschluss regelmäßig bei Spielbeginn im Kasten der Girondins.
Nach Ablauf ihres zweijährigen Vertrages wechselte Chavas im Sommer 2023 zum ersten Mal in ihrer Karriere ins Ausland und unterschrieb für den spanischen Vizemeister Real Madrid, wo sie ihre Landsfrau Méline Gérard ersetzte, die kurz zuvor ihre aktive Laufbahn beendet hatte. In Madrid konnte sie Misa Rodríguez nicht als Stammtorhüterin ablösen und brachte es in zwei Spieljahren auf insgesamt zwölf Pflichtspieleinsätze, ehe Chavas 2025 nach Frankreich zurückkehrte und für den Paris FC unterzeichnete.

### Stationen
- 2005–2012 ES Trèfle
- 2012–2018 AS Saint-Étienne
- 2018–2021 FCO Dijon
- 2021–2023 Girondins Bordeaux
- 2023–2025 Real Madrid
- seit 2025 Paris FC

## Nationalspielerin
Mylène Chavas hat seit der B-Jugend die französischen Jahrgangsauswahlteams durchlaufen. Dabei bestritt sie mit der U-16/U-17 nur vier Spiele, kam in der U-19 aber in 19 Begegnungen zum Einsatz. Mit dieser Auswahl nahm sie auch an zwei europäischen Kontinentalturnieren teil, wobei sie 2016 Europameisterin wurde und im Jahr darauf erneut im dann allerdings verlorenen Endspiel stand.
Auch mit den Juniorinnen (U-20) bestritt sie 18 Spiele, unter anderem bei zwei Weltmeisterschaften. In dieser Altersgruppe wurde sie bei der WM 2016 in Papua-Neuguinea Zweite und zudem für ihre dort präsentierten Leistungen mit dem „Goldenen Handschuh“ als beste Torfrau des Turniers ausgezeichnet. Hingegen verlief die Weltmeisterschaft 2018 in der Bretagne für Chavas und ihre Französinnen eher enttäuschend, weil dabei am Ende trotz des Heimvorteils lediglich der vierte Platz heraussprang. Bei diesen vier großen Turnieren hütete sie in 21 der 22 französischen Spiele das Tor; lediglich im Match um den dritten Platz gegen Englands U-20 bei der WM 2018 hatte Trainer Gilles Eyquem Justine Lerond den Vorzug gegeben.
2019 stand sie in drei Partien im Tor von Frankreichs „zweiter Garnitur“ im Erwachsenenbereich, die auch als France B bezeichnet wird. Außerdem hat sie im Juni 2021, als die Corona-Pandemie wieder solche Begegnungen zuließ, ein Freundschaftsspiel mit der französischen U-23 bei den Schwedinnen absolviert.
Frankreichs Nationaltrainerin Corinne Diacre beruft sie seit Februar 2021 – seinerzeit zog Diacre sie der routinierten und erfolgreichen Sarah Bouhaddi vor – regelmäßig als dritte Torhüterin hinter Pauline Peyraud-Magnin und Solène Durand in ihr A-Nationalelf-Aufgebot, und Chavas fand auch im Aufgebot für die Europameisterschaft 2022 Berücksichtigung.
Mylène Chavas debütierte bei einem EM-Vorbereitungsspiel gegen Kamerun. (Stand: 25. Juni 2022)

## Palmarès
- U-19-Europameisterin 2016 (und Vize-Europameisterin 2017)
- U-20-Vizeweltmeisterin 2016
- Gewinn des „Goldenen Handschuhs“ als beste Torfrau bei der U-20-Weltmeisterschaft 2016